# Céramique transparente

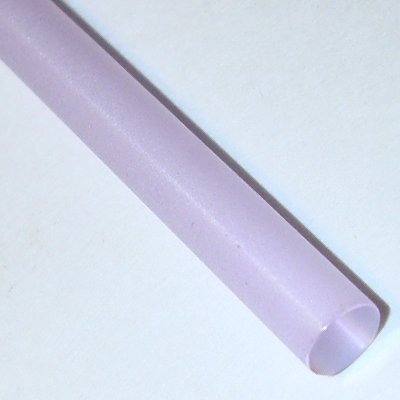
Tige de YAG dopé au néodyme, matériau utilisé dans les lasers Nd:YAG.

Une céramique transparente est une céramique qui, cristalline ou vitreuse, se caractérise par un coefficient de transmission élevé des ondes électromagnétiques dans une gamme de longueurs d'onde incluant généralement la lumière visible. L'alumine Al2O3 en est un exemple bien connu, mais le nitrure d'aluminium AlN, l'oxynitrure d'aluminium Al23O27N5, l'oxynitrure de silicium SiOxNy, le spinelle MgAl2O4, l'oxyde d'yttrium(III) Y2O3 et le YAG Y3Al5O12 en sont d'autres exemples qui ont également de nombreuses applications industrielles et militaires,,. On retrouve de telles céramiques sous forme de pièces massives, de revêtements, de couches minces et de fibres dans des applications comme guides d'ondes, commutateurs optiques (en), amplificateurs optiques, lentilles, lasers à l'état solide, fenêtres optiques pour lasers à gaz (en), ainsi que dans les composants pour guidage de missiles par infrarouge et pour jumelles de vision nocturne.
Le matériau des céramiques monocristallines est généralement largement dépourvu de défauts microstructurels de dimensions du même ordre que la longueur d'onde à transmettre, cependant la transparence d'un matériau polycristallin est limitée par la quantité de lumière diffusée par les imperfections microstructurelles du matériau. La quantité de lumière diffusée est une fonction de la longueur d'onde de la lumière incidente. Ainsi, dans la mesure où la lumière visible a une longueur d'onde typiquement comprise entre 380 et 740 nm, les centres de diffusion des ondes ont des dimensions spatiales du même ordre de grandeur. Or les céramiques sont généralement obtenues à partir de poudres fines qui conduisent à des structures polycristallines remplies de centres de dispersion de la lumière qui ont précisément cette taille, ce qui fait que ces matériaux sont généralement opaques aux longueurs d'onde visibles. Depuis le début du siècle cependant, les techniques de production de céramiques polycristallines ont permis d'atteindre des qualités assurant la transparence de tels matériaux aux longueurs d'onde visibles, qu'il s'agisse de l'oxynitrure d'aluminium, du YAG, (par exemple du Nd:YAG, dopé au néodyme), ou même du nitrure de silicium cubique c-Si3N4.

## Matériaux

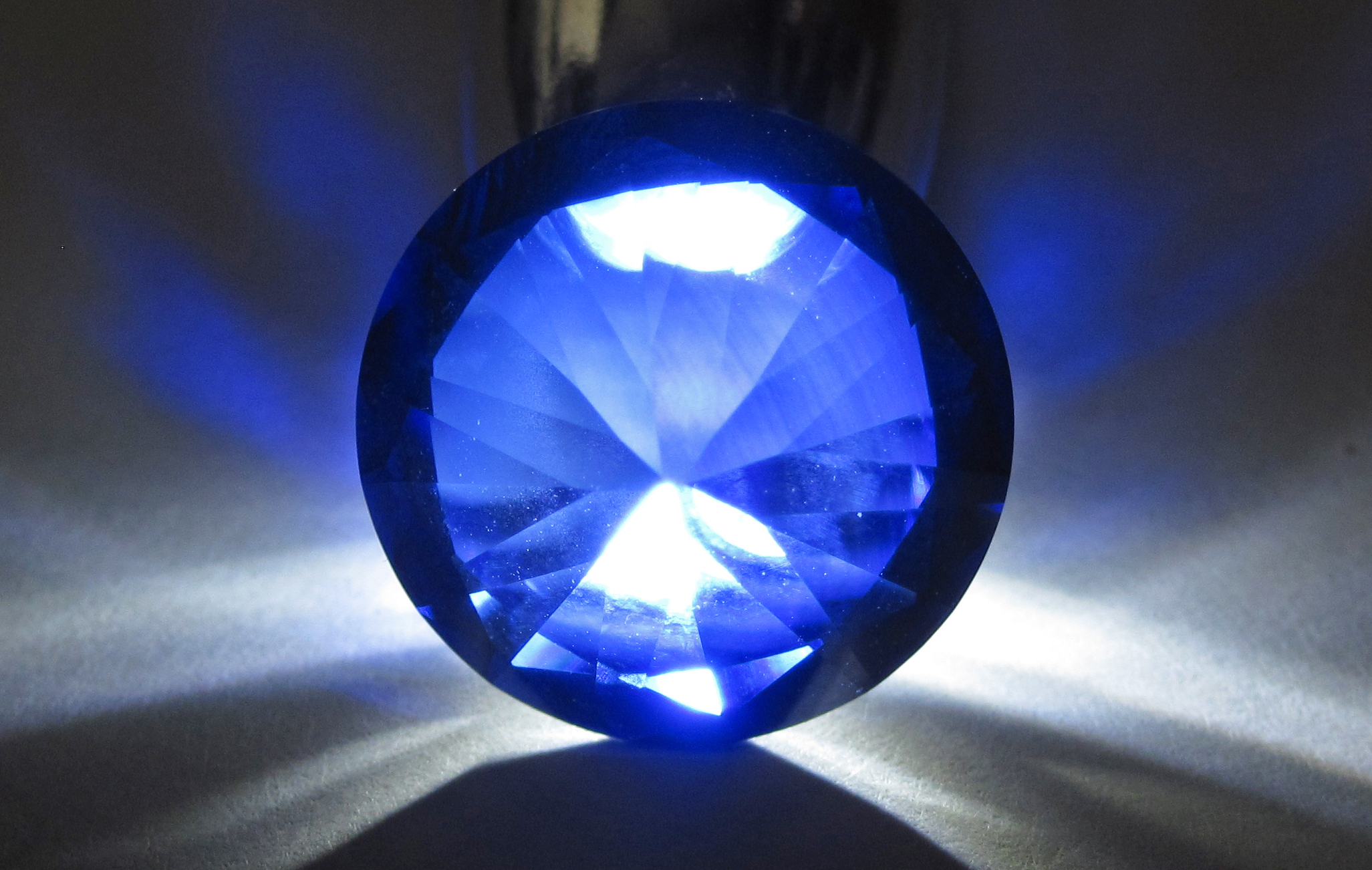
Saphir synthétique (variété de corindon, ou α-alumine cristalline).

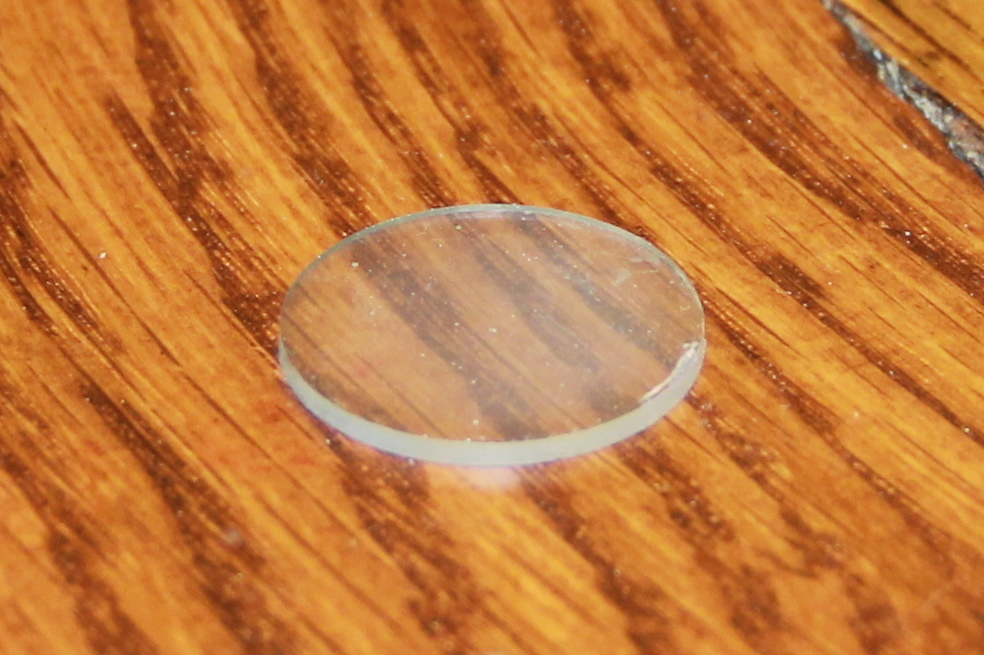
Disque en yttralox (avec environ 10 % de assurant ses qualités optiques), l'une des premières céramiques transparentes.

Les matériaux couramment utilisés pour les applications infrarouges résultent généralement d'un compromis entre leurs performances optiques et leur résistance mécanique. Ainsi, le saphir (alumine Al2O3 cristalline) est très résistant mais est assez peu transparent dans l'intervalle de longueurs d'onde de 3 à 5 µm, correspondant à l'infrarouge moyen. A contrario, l'oxyde d'yttrium(III) Y2O3 est très transparent dans l'intervalle de 3 à 5 µm mais présente une résistance mécanique, une résistance aux chocs thermiques et une dureté insuffisantes pour les applications aérospatiales exigeantes. La combinaison de ces deux substances sous la forme de grenat d'yttrium et d'aluminium Y3Al5O12 s'est révélé combiner avantageusement ces caractéristiques.
Un procédé de projection thermique appliquée à l'alumine avec des oxydes de terres rares a permis à des ingénieurs de 3M de réaliser en 2004 une vitrocéramique très résistante avec de bonnes propriétés optiques. Cette méthode permettait d'éviter la plupart des problèmes rencontrés avec les techniques conventionnelles de verre et pouvait être étendue à d'autres oxydes. Les développements se poursuivirent avec le procédé sol-gel et les nanotechnologies,,,,. De nombreuses céramiques vitreuses ou cristallines ont été utilisées dans les couches actives de lasers à l'état solide et comme fenêtre optique pour lasers à gaz (en). Le premier laser a été réalisé en 1960 à partir d'un rubis synthétique sous forme d'un laser solide à pompage optique fonctionnant à 694 nm,. Les saphirs et les rubis sont des corindons, variétés cristallines d'alumine.

### Cristaux
Les lasers à rubis sont bâtis sur des bâtonnets de saphir monocristallin dopé au chrome, typiquement de l'ordre de 0,05 %. Les faces terminales sont planes et parallèles, polies avec soin. Le grenat d'yttrium et d'aluminium Y3Al5O12 dopé au néodyme (Nd:YAG) s'est révélé être l'un des matériaux les mieux adaptés aux lasers à l'état solide. La croissance de monocristaux de Nd:YAG par procédé de Czochralski est bien maîtrisée et ce matériau allie durée de vie d'émission spontanée élevée, grande section efficace d'émission stimulée, seuil d'endommagement élevé, grande résistance mécanique, bonne conductivité thermique et faible distorsion thermique du faisceau. Les lasers Nd:YAG sont utilisés pour la microgravure et le marquage de métaux ou de matières plastiques, notamment pour le découpage et le soudage de l'acier et de divers alliages. En construction automobile, les niveaux de puissance sont généralement de 1 à 5 kW. Les lasers Nd:YAG sont également utilisés en ophtalmologie pour corriger l'opacification capsulaire postérieure, complication pouvant survenir après une chirurgie de la cataracte, et pour l'iridectomie périphérique chez les patients atteints de glaucome aigu par fermeture de l'angle, où elle a remplacé l'iridectomie chirurgicale. Les lasers Nd:YAG à fréquence doublée (longueur d'onde de 532 nm) sont utilisés pour la photocoagulation panrétinienne chez les patients atteints de rétinopathie diabétique. En oncologie, les lasers Nd:YAG peuvent être utilisés pour traiter certains cancers de la peau. Ces lasers sont également très utilisés en médecine esthétique pour l'épilation laser et le traitement de défauts vasculaires mineurs comme les télangiectasies de la face et des jambes.

### Verres
Le verre peut également être utilisé comme matrice pour réaliser des lasers. Ce type de matériaux offre une plus grande liberté de conception que les matériaux cristallins en matière de taille et de forme, et peuvent être produits sous forme de solides homogènes isotropes de grande taille avec d'excellentes propriétés optiques. L'indice de réfraction de ces verres peut être ajusté entre 1,5 et 2 environ, et tant le comportement thermique de cet indice de réfraction que la déformation optique des faisceaux lumineux peuvent être ajustés en modifiant la composition chimique du matériau. Les verres sont cependant moins bon conducteurs de la chaleur que l'alumine et le YAG, ce qui limite leur utilisation dans les applications continues ou pulsées à haute fréquence.
La principale différence entre verres et cristaux réside dans le fait que l'environnement local de chaque ion dopant à l'origine de l'émission laser est bien plus variable dans un verre que dans un cristal, ce qui élargit les bandes de fréquences d'émission dans les verres. Ainsi la largeur d'émission des cations de néodyme Nd3+ dans le YAG est de l'ordre de 1 nm, à comparer aux 30 nm typiques des verres à oxyde. Cet élargissement rend l'obtention de lasers à onde entretenue plus difficile dans les verres que dans les matériaux cristallins.
Plusieurs types de verres sont utilisés dans les blindages transparents, comme les verres sodocalciques plats normaux, les verres borosilicatés et les verres de quartz. Les verres plats sont les plus couramment utilisés en raison de leur faible coût, mais le besoin d'améliorer les qualités optiques et la résistance balistique ont conduit au développement de nouveaux matériaux. Il est possible d'améliorer la résistance mécanique des verres par des traitements chimiques ou thermiques appropriés, tandis que la cristallisation contrôlée de certaines compositions de verres peut propduire des vitrocéramiques de qualité optique.

### Nanomatériaux
On a montré au cours du XXIe siècle qu'il est possible de produire, à un coût relativement peu élevé, des matériaux constituant les lasers (amplificateurs, commutateurs (en), matrice des ions dopants, etc.) à partir de nanomatériaux issus de fines poudres de céramiques très pures traités par frittage à basse température. Les composants obtenus sont dépourvus de contraintes internes et de biréfringence intrinsèque. Ils acceptent des niveaux de dopage élevés et des profils de dopage optimisés, ce qui perment d'envisager des applications aux lasers de haute énergie. Les centres de diffusion primaires des nanomatériaux polycristallins sont notamment les défauts microstructurels comme la porosité résiduelle et les joints de grains. L'opacité d'un matériau résulte en partie de la diffusion incohérente de la lumière par ses interfaces et surfaces internes, qui se situent au niveau des pores internes et des joints de grains séparant des domaines cristallins de dimension nanométrique. Or la lumière cesse d'être significativement diffusée lorsque la dimension des centres de diffusion des ondes lumineuses est nettement inférieure à sa longueur d'onde, ce qui est précisément le cas de ces nanomatériaux. La taille des domaines cristallins des nanomatériaux céramiques obtenus dans des conditions défavorables dépend en premier lieu de la taille des particules cristallines constituant la poudre de céramique à partir de laquelle on cherche à obtenir un matériau céramique aux propriétés optomécaniques supérieures. Il est ainsi possible d'obtenir un matériau translucide, voire transparent, à partir de poudres de céramiques constituées de grains dont la taille est nettement inférieure à la longueur d'onde du spectre visible, donc sensiblement inférieure à 500 nm. De plus, on a pu montrer que la porosité résiduelle, localisée essentiellement au niveau des joints de grains, est une source importante de dispersion lumineuse dans le matériau, ce qui empêche une véritable transprence ; la fraction volumique de ces pores nanométriques, c'est-à-dire la porosité aussi bien intergranulaire qu'intragranulaire, doit être inférieure à 1 % pour une transmission de signal de haute qualité,.